# Drosophila latecarinata
Drosophila latecarinata är en tvåvingeart som beskrevs av Oswald Duda 1927. Drosophila latecarinata ingår i släktet Drosophila och familjen daggflugor.
Artens utbredningsområde är Bolivia.